# Marsa Alam
Marsa Alam (arabisch مرسى علم, DMG Marsā ʿAlam ‚Flaggenhafen‘) ist eine Kleinstadt im südlichen Ägypten.

## Geographie
Die Stadt liegt am Roten Meer im Gouvernement al-Bahr al-ahmar, 271 Kilometer südlich von Hurghada. Edfu am westlichen Nilufer ist etwa 220 Kilometer entfernt und asch-Schalatin liegt etwa 250 Kilometer südlich. Im Norden befindet sich in etwa 131 Kilometern die Stadt al-Qusair.
Nach der Volkszählung vom 11. November 2006 hatte die Stadt Marsa Alam 1918 Einwohner.

## Entwicklung
Marsa Alam ist in den letzten zwei Jahrzehnten von einem Küstendörfchen mit einer Handvoll niedriger Steinhütten zu einer Kleinstadt gewachsen. Ihre Bedeutung verdankt sie dem verkehrstechnisch wichtigen Knotenpunkt der durchgehenden Küstenstraße mit der Verbindungsstraße nach Edfu im Niltal und dem Fremdenverkehr, der sich bisher vor allem in den Hotels an der Küste konzentriert. Erste Unterkünfte und Restaurants weisen auf den zögerlichen Beginn einer Touristenentwicklung hin.
Seit November 2001 ist Marsa Alam direkt über den neuen Flughafen Marsa Alam, der etwa 60 Kilometer nordwestlich der Stadt liegt, erreichbar.

## Klima
Die durchschnittlichen Temperaturen in den Wintermonaten Oktober bis März liegen zwischen 16 und 35 Grad Celsius und in den Sommermonaten von April bis September zwischen 19 und 41 Grad Celsius. Die Temperatur des Roten Meeres an der Küste von Marsa Alam erreicht im Laufe des Jahres Werte zwischen 22 und 29 Grad Celsius.
|                       | Jan | Feb | Mär | Apr | Mai | Jun | Jul | Aug | Sep | Okt | Nov | Dez |   |      |
| Mittl. Tagesmax. (°C) | 23  | 25  | 29  | 35  | 38  | 40  | 40  | 41  | 39  | 35  | 31  | 24  | ⌀ | 33,4 |
| Mittl. Tagesmin. (°C) | 14  | 14  | 16  | 19  | 23  | 24  | 25  | 27  | 26  | 23  | 18  | 16  | ⌀ | 20,5 |
|                       |     |     |     |     |     |     |     |     |     |     |     |     |   |      |
| Sonnenstunden (h/d)   | 8   | 8   | 9   | 10  | 11  | 10  | 10  | 10  | 10  | 10  | 9   | 8   | ⌀ | 9,4  |
|                       |     |     |     |     |     |     |     |     |     |     |     |     |   |      |
| Regentage (d)         | 0   | 0   | 0   | 0   | 0   | 0   | 0   | 0   | 0   | 0   | 0   | 1   | Σ | 1    |
|                       |     |     |     |     |     |     |     |     |     |     |     |     |   |      |
| Wassertemperatur (°C) | 22  | 22  | 22  | 23  | 25  | 26  | 27  | 28  | 29  | 27  | 25  | 24  | ⌀ | 25   |

| 14 |

| 14 |

| 16 |

| 19 |

| 23 |

| 24 |

| 25 |

| 27 |

| 26 |

| 23 |

| 18 |

| 16 |

| 14 |

| 14 |

| 16 |

| 19 |

| 23 |

| 24 |

| 25 |

| 27 |

| 26 |

| 23 |

| 18 |

| 16 |

## Einwohner

Ababda-Beduine beim Kaffeerösten

Die 1918 Einwohner sind hauptsächlich Fischer und Landwirte. Sie halten Schafe, Ziegen und Dromedare,  oder arbeiten in den wenigen Minen, Marmor- und Granitsteinbrüchen. Die Arbeitslosigkeit in der Region ist hoch. Bergbau wird in dieser Region seit Jahrtausenden betrieben. Bereits in pharaonischer Zeit und später unter den Römern war die Gegend bekannt für Vorkommen an Gold, Smaragden und Schmucksteinen, sowie Kupfer und Blei. Die Straße nach Edfu wurde vermutlich bereits unter Ptolemaios II. errichtet und führt vorbei an vielen historisch bedeutenden Plätzen, wie dem Wadi Miya mit seinem berühmten Tempel, erbaut von Sethos I. und dem Wadi Baramiya, wo die frühen Ägypter Gruben betrieben. Bis in englische Besatzungszeiten hinein war das Mahlen von Quarzstein mit dünnen Goldadern bei einem Gehalt von etwa 20 Gramm Gold pro Tonne ein Geschäft, das dann wegen Unrentabilität eingestellt wurde. Seit wenigen Jahren sind die Minen durch australische Investoren mit modernen Methoden wieder in Betrieb genommen worden.
In der Gegend lebten ursprünglich zwei Stämme: die Ababda- im nördlichen und die Bedscha-Beduinen im südlicheren Bereich. Diese leben seit langem in der östlichen Wüste und wurden vielleicht bereits von den alten Ägyptern zur Verteidigung der Grenze eingesetzt. Später haben sie sich mit den Arabern vermischt, die auch den Islam in das Land brachten. (Siehe auch Gebel-Elba-Nationalpark.) Sie betreiben Viehzucht, sind bekannt für die Holzkohleherstellung und waren auch als ausgezeichnete Jäger bekannt. Ihre Häuser werden Kischa genannt und üblicherweise auf Anhöhen errichtet, um etwaigen Fluten nach Regenfällen zu entgehen. Die Häuser aus Ästen werden von den Frauen errichtet und mit Palmblättern eingedeckt.
Häufig finden sich in der gesamten Gegend Felszeichnungen (Petroglyphen), die bis in vorgeschichtliche Zeit zurückreichen. Auf den Darstellungen sieht man damals noch vorkommende Tierarten wie Giraffen und Rinder, auch enthalten sie Jagdszenen. Zudem gibt es viele Plätze für geologisch Interessierte.

## Tauchen und Schnorcheln

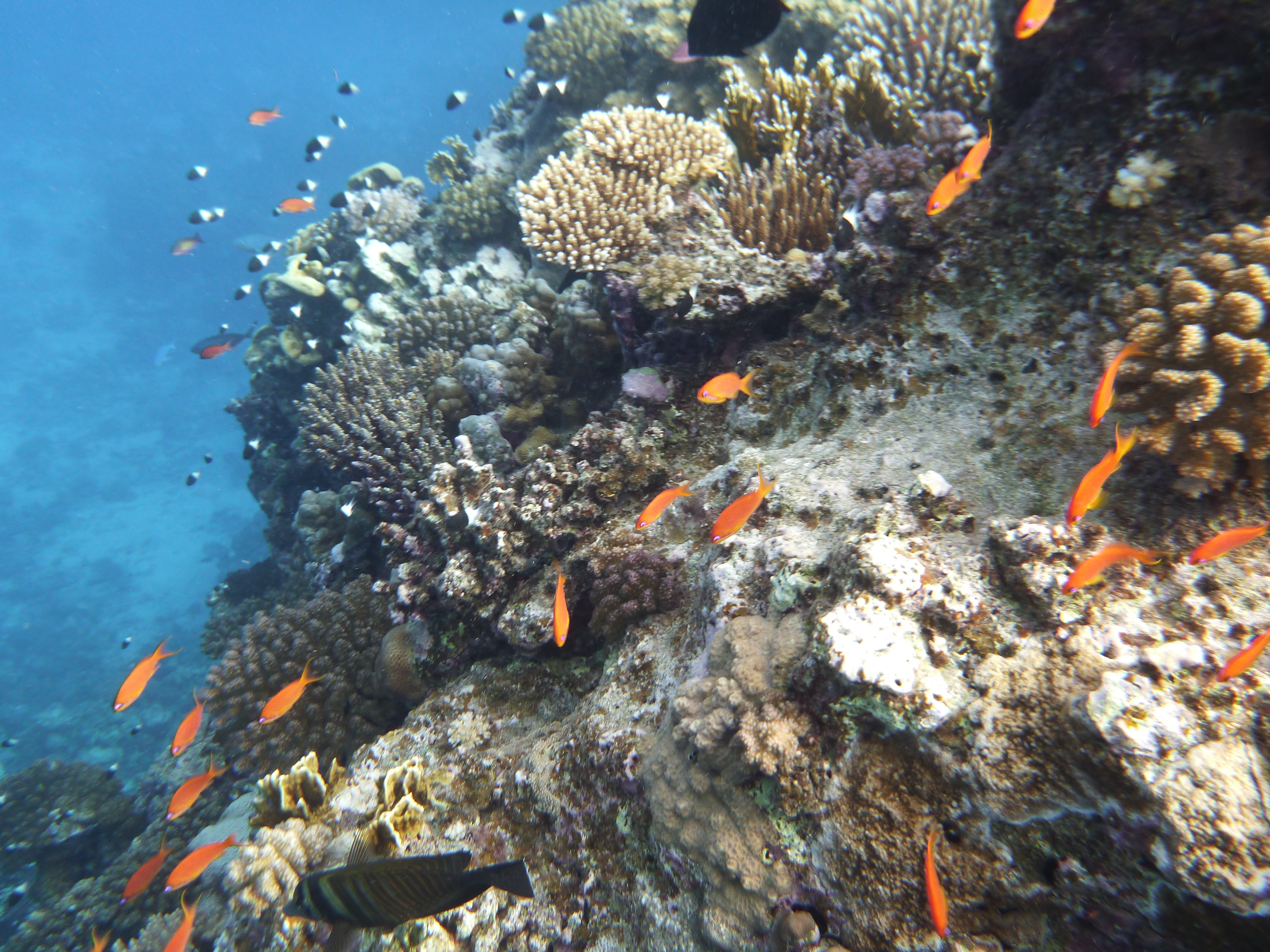
Korallenriff nahe Marsa Alam

Die Riffe und die Buchten entlang der Küste ermöglichen an vielen Stellen das Tauchen. Bekannte Plätze sind Marsa Murena (Abu Dabbab Beach), das Wrack der Hamada bei Abu Ghusun oder die vielen Hausriffe der Hotels. Tauchen um Marsa Alam ist vergleichbar mit Tauchen in Hurghada oder Scharm asch-Schaich in den 1980er Jahren. Dies heißt kaum berührte Plätze von teilweise hervorragender Qualität. Anders als in al-Qusair, wo Tauchen ausschließlich landgestützt an Saumriffen stattfindet, gibt es in Marsa Alam weiterhin zahlreiche vorgelagerte Riffe, so das Elphinstone-Riff und das Shaab Marsa Alam, ein Korallenriff mit einer Fläche von etwa 100 Quadratmetern. Etwas weiter südlich und drei Kilometer vor der Küste gelegen befindet sich das hufeisenförmige Shaab Samadai („Dolphinhouse“), das regelmäßig von Spinnerdelfinen besucht wird, sowie das Shaab Claude nahe Berenike mit einem Höhlensystem. Dieses kann sicherheitstechnisch gut betaucht werden, weil jederzeit ein Durchgang zur Oberfläche führt. Möglich ist auch Schnorcheln bei Marsa Alam, aber die häufige starke Brandung macht es etwas wetteranfällig.

## Sehenswürdigkeiten
Touristenziele in der Nähe sind:
- Der etwa 50 Kilometer südlich von Marsa Alam befindliche Wadi-al-Gamal-Nationalpark, der bis an die Küste des Roten Meeres reicht.
- Der zum Teil im Hala’ib-Dreieck, etwa 30 Kilometer vor der Grenze zum Sudan liegende Gebel-Elba-Nationalpark, der sich 20 bis 25 Kilometer landeinwärts befindet. Seit 2005 hat das ägyptische Tourismusministerium das Hala’ib-Dreieck für den Fremdenverkehr freigegeben.
- Marsa Murena (Abu Dabbab), einer der bekanntesten Strände bei Marsa Alam. Die Bucht ist bekannt für ihre Meeresschildkröten, auch Dugongs und Delfine sind hier häufig anzutreffen.
- Die Emerald und die Pharaonic Gold Mine.
- Der Tempel von Sethos I. bei Khanais in Wadi Miya.